# 고라정
고라정(일본어: 甲良町)은 일본 시가현 동부(고토 지역)에 위치한 이누카미군의 정이다.

## 역사
유명한 센고쿠 다이묘인 도도 다카토라가 이곳에서 태어났다. 1955년 4월 1일에 히가시코라촌과 니시코라촌이 합병하여 정으로 승격해 고라정이 되었다.

## 교통

### 철도
- 오미 철도(일본어판) 본선
  - (← 히코네시 다카미야역 (시가현)(일본어판)) - 아마고역(일본어판) - (도요사토정 도요사토역 (시가현)(일본어판) →)

### 도로
- 메이신 고속도로
- 국도 제307호선